# Carla Ophorst
Carla Ophorst-van Marrewijk (Delft, 2 december 1958) is een Nederlandse voormalige langeafstandsloopster, die gespecialiseerd was in de halve marathon. Ze won verschillende wegwedstrijden, zoals de Jan Knijnenburgloop (1997, 1998, 2001, 2004, 2007, 2008), halve marathon van Monster (1993, 1998, 2000), de Plassenloop (1986, 2006), Marathon Brabant (1994), de halve marathon van Leiden (2008) en de Groet uit Schoorl Run (2009).

## Loopbaan
Na het turnen, zwemmen en handballen begint Ophorst in 1984 aan hardlopen. Haar eerste wedstrijd, de 8 km cross in Honselersdijk, wint ze gelijk.
In 2002 wint ze een zilveren medaille op het Nederlands kampioenschap halve marathon in Utrecht. Met een tijd van 1:22.23  wordt ze alleen verslagen door Nadja Wijenberg, die de wedstrijd wint in 1:14.30.
Ophorst is aangesloten bij Olympia '48 en Olympus '70. In 2005 behaalde ze haar coach B bij de KNAU en werd trainer bij HAAG Atletiek en later bij Rotterdam Atletiek. Ze heeft drie kinderen.

## Persoonlijke records
Baan
| Onderdeel | Prestatie | Datum           | Plaats    |
| --------- | --------- | --------------- | --------- |
| 1500 m    | 4.41,8    | 13 juni 1996    | Naaldwijk |
| 3000 m    | 9.44      | 1986            | Den Haag  |
| 5000 m    | 17.36,3   | 6 mei 2004      | Naaldwijk |
| 10.000 m  | 36.44,2   | 15 oktober 2005 | Naaldwijk |

Weg
| Onderdeel      | Prestatie | Datum           | Plaats                 |
| -------------- | --------- | --------------- | ---------------------- |
| 10 km          | 35.01     | 29 maart 1986   | Paderborn              |
| 15 km          | 54.45     | 29 mei 2005     | Capelle aan den IJssel |
| 10 Eng. mijl   | 1:00.16   | 6 december 2004 | Brielle                |
| halve marathon | 1:17.36   | 1 mei 1985      | Cassino                |
| marathon       | 2:51.42   | 16 april 2000   | Rotterdam              |

## Palmares

### 5000 m
- 2014: 5e NK Masters in Utrecht - 18.54,70

### 10 km
- 1986:  Paderborner Osterlauf - 35.01
- 2001:  Dwars door Dordt in Dordrecht - 36.05
- 2002:  Dwars door Dordt in Dordrecht - 36.01
- 2005:  Dwars door Dordt in Dordrecht - 36.56
- 2005:  Keukencentrum Tielemanloop in Sommelsdijk - 35.46
- 2006:  Keukencentrum Tielemanloop in Sommelsdijk - 37.57
- 2006: 5e Parnassia Laan van Meerdervoort in Den Haag - 37.28
- 2007: 18e NK in Schoorl - 37.40
- 2008: 27e NK in Schoorl - 38.33 (1e V45)
- 2008: 5e The Hague Royal - 37.33
- 2009: V50 NK in Tilburg - 38.11
- 2010:  De Ronde van Nedstaal in Alblasserdam - 39.10
- 2010: 5e Parnassia Laan van Meerdervoortloop in Den Haag - 40.11
- 2011:  Dwars door Dordt in Dordrecht - 38.17
- 2011:  Havenloop in Vlaardingen - 37.51
- 2011: 4e Parnassia Laan van Meerdervoortloop in Den Haag - 39.47
- 2012:  Dwars door Dordt in Dordrecht - 37.54
- 2012:  VTM Telecomloop in Maasdijk - 37.21
- 2013:  Dwars door Dordt in Dordrecht - 38.13
- 2014:  Dwars door Dordt in Dordrecht - 39.06
- 2014:  Keukencentrum Tielemanloop in Sommelsdijk - 39.13
- 2015: 5e Loopfestijn Voorthuizen - 40.13
- 2015:  Ronde van West in Capelle aan den IJssel - 39.15
- 2016: V55 NK in Schoorl - 39.21
- 2017:  Dwars door Dordt in Dordrecht - 38.47
- 2019:  Typhoonloop in Gorinchem - 41.24
- 2023:  V60 NK in Schoorl - 44.44

### 15 km
- 1986:  Alphen aan den Rijn - 52.33
- 1986:  Plassenloop in Reeuwijk - 55.44
- 1992:  Jan Knijnenburgloop in Maasdijk - 58.16
- 1993:  Jan Knijnenburgloop in Maasdijk - 55.58
- 1994:  Jan Knijnenburgloop in Maasdijk - 57.33
- 1995: 4e Jan Knijnenburgloop in Maasdijk - 57.06
- 1996:  Jan Knijnenburgloop in Maasdijk - 55.52
- 1997:  Jan Knijnenburgloop in Maasdijk - 55.16
- 1998:  Jan Knijnenburgloop in Maasdijk - 57.19
- 1998:  Geultechniekloop in Vlaardingen - 56.22
- 1999:  Jan Knijnenburgloop in Maasdijk - 56.46
- 2000:  Jan Knijnenburgloop in Maasdijk - 56.24
- 2001:  Jan Knijnenburgloop in Maasdijk - 1:00.03
- 2002:  Jan Knijnenburgloop in Maasdijk - 56.45
- 2003:  Jan Knijnenburgloop in Maasdijk - 58.52
- 2004:  Jan Knijnenburgloop in Maasdijk - 57.12
- 2004:  Dotterbloemloop in Zoetermeer - 55.38
- 2005:  Capelle aan den IJssel - 54.45
- 2005:  Jan Knijnenburgloop in Maasdijk - 55.17
- 2006:  Plassenloop in Reeuwijk - 56.19
- 2006:  Lenteloop in Papendrecht - 56.45
- 2006:  Jan Knijnenburgloop in Maasdijk - 59.14
- 2006:  Dotterbloemloop in Zoetermeer - 57.50
- 2007:  Jan Knijnenburgloop in Maasdijk - 56.51
- 2007:  Dotterbloemloop in Zoetermeer - 57.55
- 2008:  Jan Knijnenburgloop in Maasdijk - 57.34
- 2008: 16e Zevenheuvelenloop - 57.51
- 2009:  Jan Knijnenburgloop in Maasdijk - 59.42
- 2010:  Reeuwijkse Plassenloop - 58.30
- 2010:  Klaverblad-Dotterbloemloop in Zoetermeer - 59.45
- 2011:  Lenteloop in Papendrecht - 58.53
- 2011:  VTM Telecomloop in Maasdijk - 58.08
- 2012:  Plassenloop in Reeuwijk - 58.04
- 2012:  Dotterbloemloop in Zoetermeer - 58.37
- 2013:  Dotterbloemloop in Zoetermeer - 58.58
- 2019:  Plassenloop in Reeuwijk - 1:01.35

### 10 Eng. mijl
- 2003: ? Brielle - 1:01.22
- 2004: ? Brielle - 1:00.16
- 2005: 5e Fortis in Hoek van Holland - 1:02.31
- 2011: ? Rijk Zwaanloop in 's Gravenzande - 1:03.32
- 2012: 4e Vakantiemakelaarsloop in Uithoorn - 1:02.56
- 2013:  Middelharnis - 1:05.52
- 2015: 4e Mooiste de Loop in Uithoorn - 1:05.34

### halve marathon
- 1985: 4e EK clubs in Cassino - 1:17.36
- 1998: 5e NK - 1:23.02
- 1998:  halve marathon van Monster - 1:25.24
- 1999:  halve marathon van Naaldwijk - 1:22.53
- 1999:  halve marathon van Linschoten - 1:21.44
- 2000:  halve marathon van Linschoten - 1:20.15
- 2001:  halve marathon van Naaldwijk - 1:23.05
- 2001: 4e halve marathon van Haarlem - 1:21.19
- 2001:  halve marathon van Linschoten - 1:21.15
- 2002:  halve marathon van Naaldwijk - 1:21.36
- 2002:  NK in Utrecht - 1:22.23
- 2002:  halve marathon van Monster - 1:23.46
- 2002:  halve marathon van Linschoten - 1:20.38
- 2003: 6e NK in Den Haag - 1:21.00 (15e overall)
- 2003:  halve marathon van Monster - 1:27.20
- 2003:  halve marathon van Linschoten - 1:21.33
- 2004: 10e: NK in Den Haag - 1:23.15 (19e overall)
- 2004:  halve marathon van Maassluis - 1:21.09
- 2004:  halve marathon van Naaldwijk - 1:23.47
- 2005:  halve marathon van Maassluis - 1:18.54
- 2005: 8e NK in Den Haag - 1:21.55 (21e overall)
- 2005:  halve marathon van Oud Beyerland - 1:19.21
- 2005:  halve marathon van Naaldwijk - 1:23.22
- 2005:  halve marathon van Linschoten - 1:22.53
- 2006:  halve marathon van Maassluis - 1:20.41
- 2006:  halve marathon van Naaldwijk - 1:20.50
- 2006:  halve marathon van Las Vegas - 1:26.07
- 2006:  halve marathon van Linschoten - 1:21.05
- 2007: 9e NK in Den Haag - 1:22.20 (15e overall)
- 2007:  halve marathon van Maassluis - 1:22.49
- 2007:  halve marathon van Linschoten - 1:22.56
- 2008: 10e NK in Den Haag - 1:23.06 (13e overall)
- 2008:  halve marathon van Maassluis - 1:23.17
- 2008:  halve marathon van Naaldwijk - 1:24.15
- 2008:  halve marathon van Leiden - 1:22.11
- 2008:  halve marathon van Monster - 1:27.14
- 2008:  halve marathon van Linschoten - 1:22.42
- 2009:  halve marathon van Maassluis - 1:25.27
- 2009:  halve marathon van Naaldwijk - 1:22.50
- 2010:  halve marathon van Maassluis - 1:26.19
- 2010:  halve marathon van Naaldwijk - 1:25.50
- 2010:  halve marathon van Dordrecht - 1:26.38
- 2011:  halve marathon van Maassluis - 1:26.09
- 2011:  halve marathon van Naaldwijk - 1:25.21
- 2011: 10e NK in Breda - 1:25.08 (15e overall)
- 2012:  halve marathon van Maassluis - 1:23.26
- 2013: 4e halve marathon van Dordrecht - 1:25.23
- 2014:  halve marathon van Maassluis - 1:26.02
- 2014: 4e halve marathon van Leiden - 1:25.26
- 2015: 12e NK in Leiden - 1:26.49
- 2016:  halve marathon van Monster - 1:33.33
- 2017:  V55 NK te Nijmegen - 1:28.31 (18e overall)
- 2018:  V55 NK te Venlo - 1:27.46 (15e overall)
- 2019:  V60 NK te Venlo - 1:26.13
- 2023:  V60 NK te Breda - 1:37.52

### 30 km
- 2009:  Groet uit Schoorl Run - 2:05.38

### marathon
- 1994:  Marathon Brabant - 3:04.10
- 1995: 6e NK in Rotterdam - 2:55.22
- 1998: 14e marathon van Rotterdam - 2:53.22
- 2000: 19e marathon van Rotterdam - 2:51.42
- 2003: 5e? NK in Rotterdam - 2:56.32 (18e overall)
- 2004: 10e marathon van Amsterdam - 2:58.01
- 2016: 7e marathon van Zeeland - 3:21.27

### veldlopen
- 2018: V55 NK te Amsterdam - 37.41 (6e overall masters 35+)
- 2018: V55  Sylvestercross - 26.43 (6e overall masters 35+)